# H. J. Merck & Co.
H. J. Merck & Co. war ein 1799 gegründetes Handelshaus, das später zu einem der größten Hamburger Merchant Banker seiner Zeit wurde und bis 1983 bestand. Neben Handels- und Banktätigkeit wurde anfangs auch ein Reedereigeschäft betrieben. Die Unternehmung war als wichtiger Kapitalgeber führend an der Gründung der Hapag und der Norddeutschen Bank beteiligt. Später waren H. J. Merck & Co. stark im Kunstdüngergeschäft engagiert.

## Gründung
Nach einer Lehrzeit in Straßburg kam Heinrich Johann Merck 1794 nach Hamburg und wurde Angestellter des Hamburger Unternehmens Sel. Paul Danckert Wwe et Comp. Dieses Unternehmen betrieb Im- und Export sowie Kattundruckerei. Merck vertrat das Unternehmen bei der Leipziger Messe. Dort erkannte er die Nachfrage nach Garnen, durch die sich entwickelnden vogtländischen Tuchmacher (→ Plauener Spitze). 1799 erwarb Merck das Hamburgische Bürgerrecht und begründete das Unternehmen H. J. Merck, das industriell gefertigte englischen Baumwollgarne (englisch Twist) vertrieb. Die für Hamburg wirtschaftlich schwierige Zeit während der Hamburger Franzosenzeit von 1806 bis 1814, in der, bedingt durch die Kontinentalsperre, der Güterverkehr auf der Elbe fast zum Erliegen kam, konnte von Merck durch den lukrativen Schmuggel englischer Güter überbrückt werden. Merck kaufte 1810 einen Teil des Mortzenhauses am alten Wandrahm, um dort Speicher und Kontor seines Unternehmens unterzubringen Im anderen Teil des Mortzenhauses war das Unternehmen Joh. Berenberg, Gossler & Co. ansässig, das Nachbarhaus war Unternehmenssitz von J.C. Godeffroy & Sohn, später wurde dort das Museum Godeffroy eingerichtet.

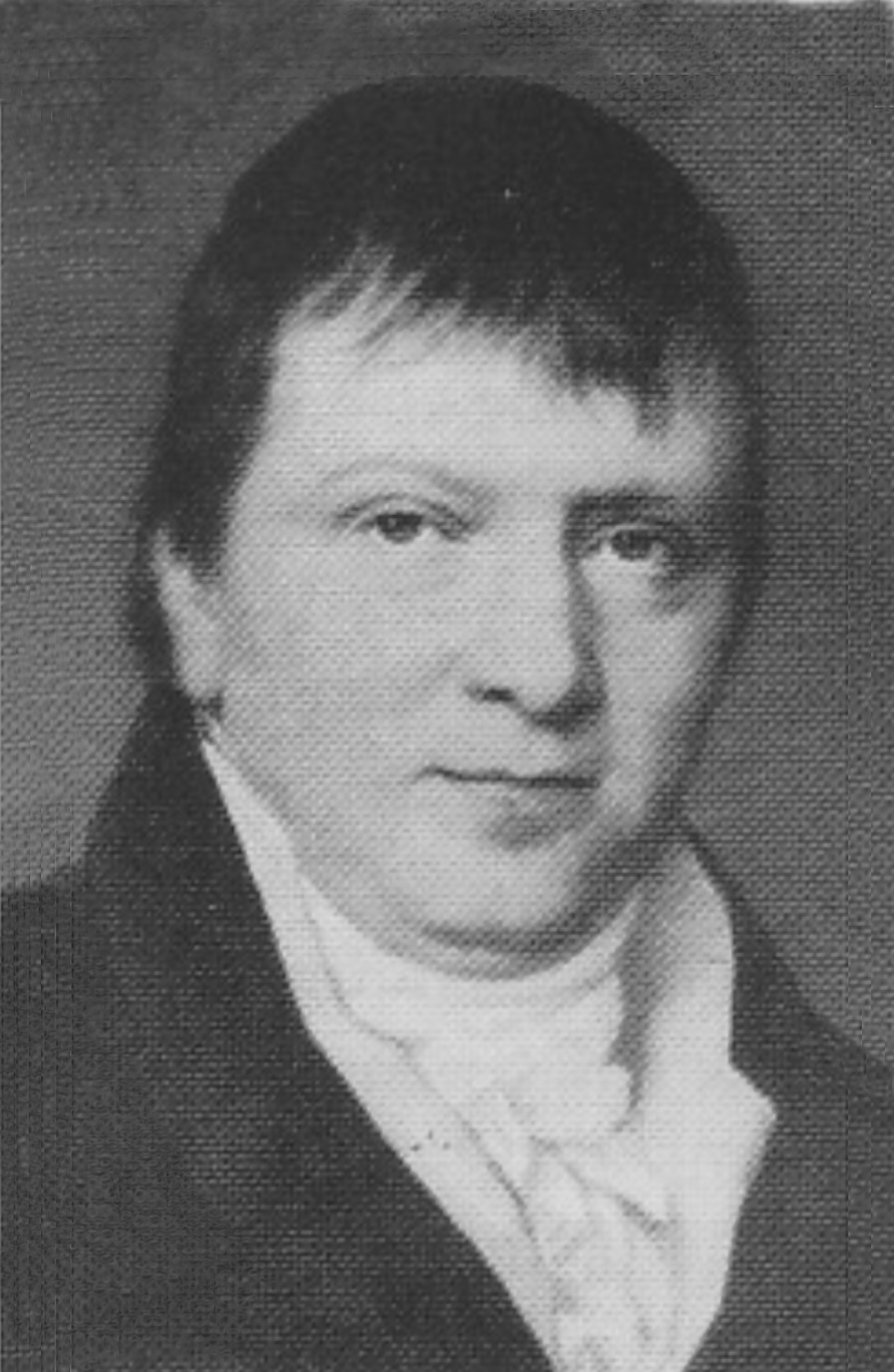
H. J. Merck 1799
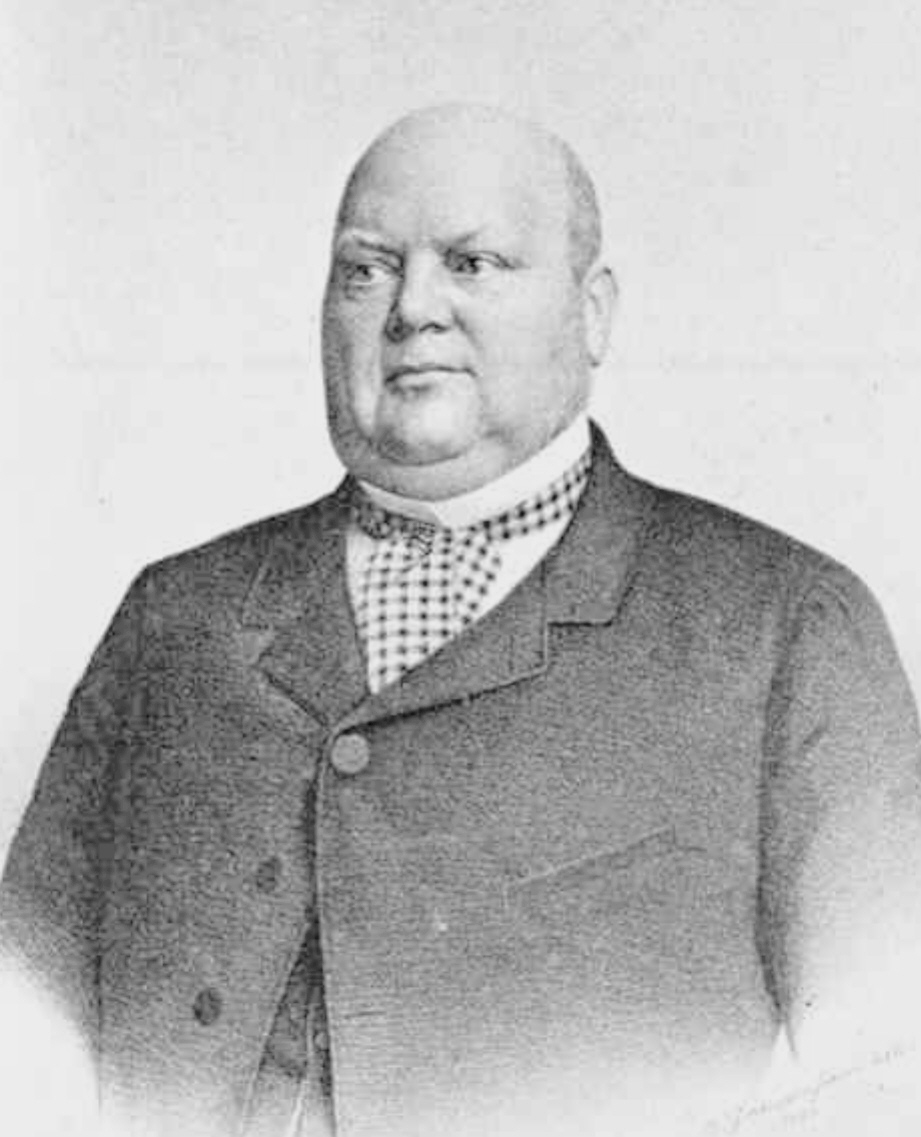
Ernst Merck 1860
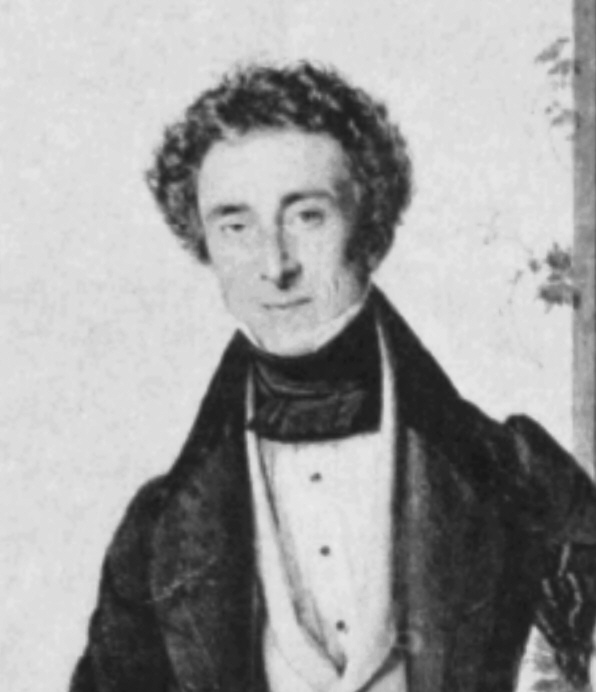
Justus Carl Wilhelm Ruperti 1835
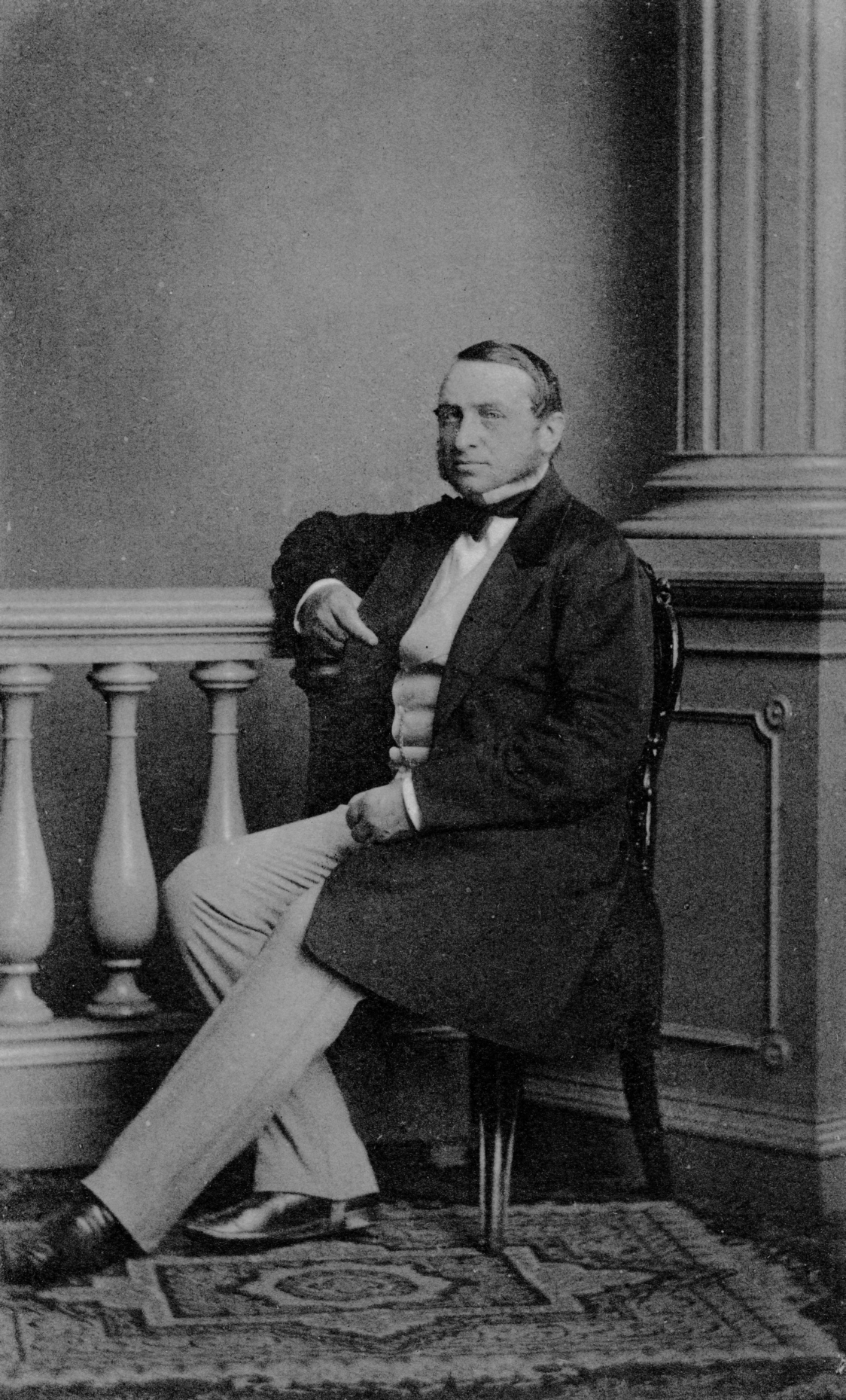
Theodor Merck 1860
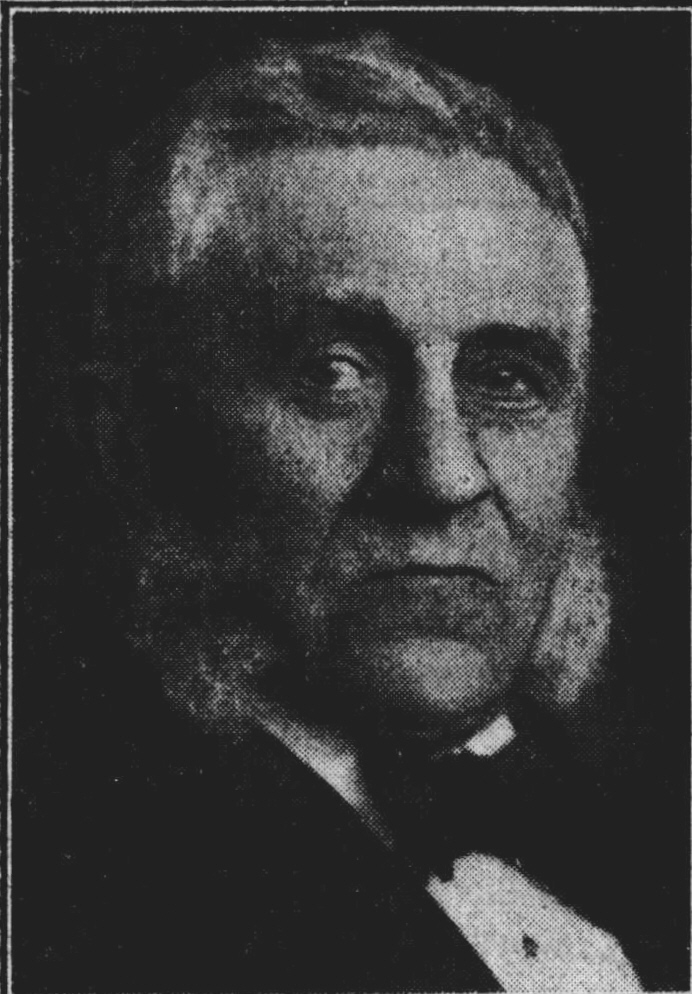
Oscar Ruperti (ca. 1906)
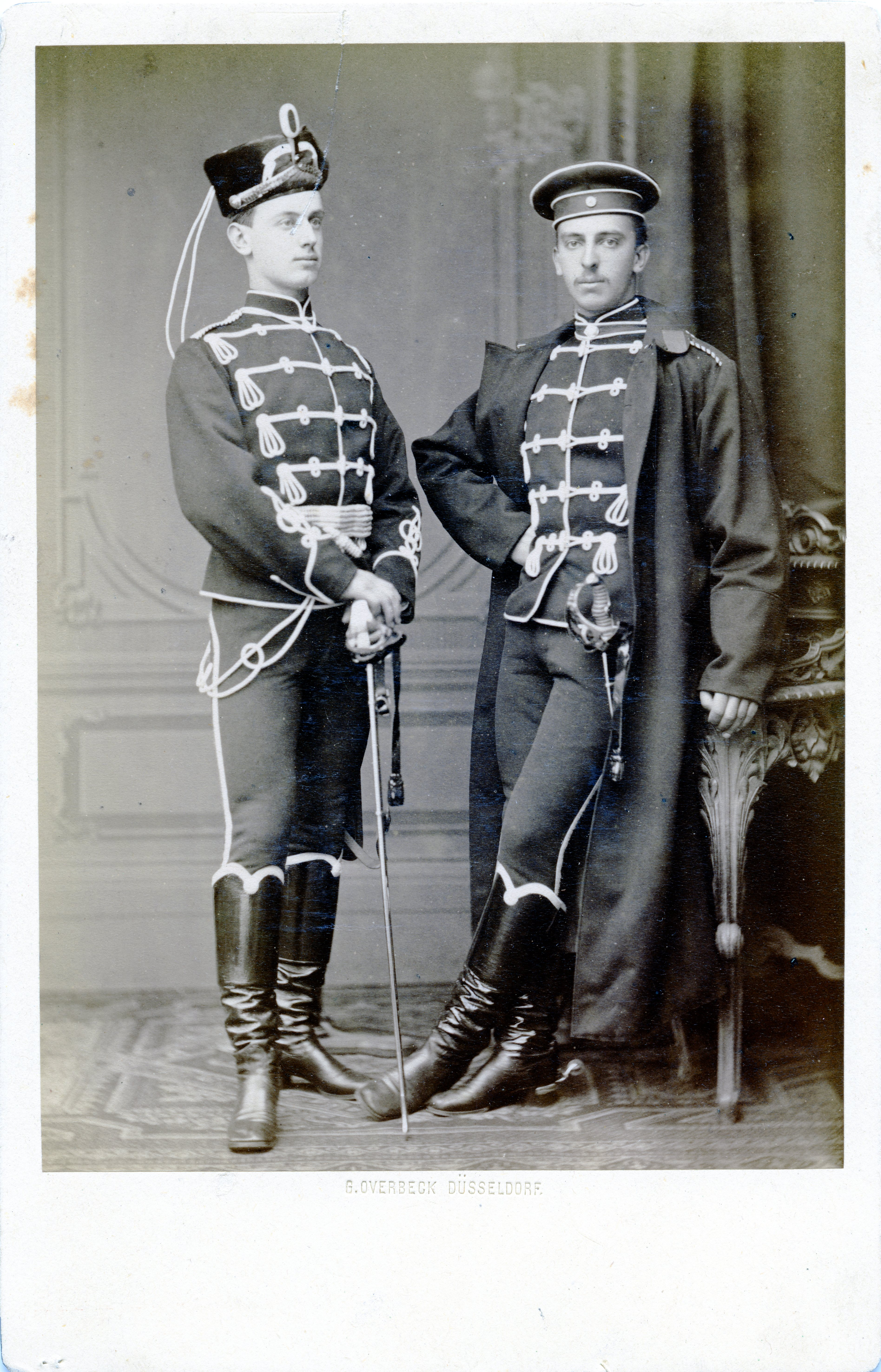
Ernest (r.) und Johannes Merck 1875

## Konsolidierung
1815, als Florentin Theodor Schmidt und Johannes Christian Dürbig Teilhaber wurden, wurde der Unternehmensname in H. J. Merck & Co. geändert Dürbig vertrat die in Leipzig eingerichtete Filiale Merck, Dürbig & Co. 1817 wurde ein Tochterhaus in Manchester gegründet, das Garne auf dem englischen Markt einkaufte. H. J. Merck & Co. importierte vor allem englische Garne, war aber auch mit schlesischem Zink, osteuropäischem Getreide, ab den zwanziger Jahren mit dem Import von Rohbaumwolle beschäftigt. Zunehmend wurden auch Bankgeschäfte getätigt, d. h. Kredite vergeben und Anleihenhandel betrieben.
Da die Geschäfte sehr gut liefen, wurden weitere Teilhaber aufgenommen, 1831 sein Sohn Heinrich Johann Merck jr. (1804–1835), 1836 seinen Schwiegersohn Justus Ruperti (voller Name: Justus Carl Wilhelm Ruperti) für den verstorbenen Johannes Christian Dürbig, 1840 sein Sohn Ernst Merck. Später wurden noch sein Sohn Theodor Merck (1816–1889) und ein Sohn von Florentin Theodor Schmidt aufgenommen. Am 23. Oktober 1853 starb Heinrich Johann Merck sen. und Ernst Merck und Justus Ruperti führten das Hamburger Geschäft weiter. Theodor Merck leitete bis 1860 die Niederlassung in Manchester und kehrte danach in das Stammhaus Hamburg zurück.
1831 belief sich das Gesamtkapital des Unternehmens auf 1.632.000 Mark Banco. Bis Mitte der zwanziger Jahre hatte H. J. Merck & Co. bis zu sechs Schiffe besessen, diese wurden dann nacheinander verkauft. 1846 beteiligte sich H. J. Merck & Co. in führender Rolle an der Gründung der Hapag.

## Die 1850er Jahre
H. J. Merck & Co. gelang es ab 1853 durch mehrere Geschäftsreisen nach Russland das in den vorherigen Jahren brachliegende Baumwollgeschäft wiederzubeleben und einen bedeutenden Baumwollhandel mit Russland aufzubauen. Die vielen dort entstehenden Spinnereien benötigten Rohbaumwolle, die zu einem Großteil von H. J. Merck & Co. geliefert wurde. Neben Aktienemissionen wie beispielsweise der Österreichischen Eisenbahnaktien war das Unternehmen stark in Handel mit Schweden engagiert.
1856 schieden die beiden Teilhaber Schmidt aus und wurden ausbezahlt.

### Gründung der Norddeutschen Bank
1845 war ein Gründerkonsortium unter Beteiligung von H. J. Merck & Co. zusammengetreten mit der Absicht, in Anlehnung an die Hansestädte Lübeck und Bremen eine eigene Bank zu gründen. Damals hatte der Rat das Anliegen abgelehnt. Ein neues Konsortium trat 1854 zusammen und arbeitete Statuten für eine Privatnotenbank aus, die auch das Recht haben sollte, Banknoten in eigenem Namen zu emittieren. Nach längeren Verhandlungen wurden am 21. Mai 1856 die Unterlagen beim Rat eingereicht.
Einer anderen Gruppe von Kaufleuten gründeten Ende Juli 1856 die Vereinsbank in Hamburg. Daraufhin rückte das Konsortium von dem Anspruch auf eigene Banknotenausgabe ab. Mit geänderten Unterlagen wurde am 15. August 1856 die Gründung der Norddeutschen Bank erlaubt.

### Handelskrise 1857
Die Wirtschaftskrise von 1857 überstand H. J. Merck & Co. mit einigen Mühen. H. J. Merck & Co. waren erst im November 1857 von der Krise stark betroffen, auch sie hatten zu großzügig Kredit vergeben und ihre Kreditnehmer stellten die Zahlungen ein. Als entscheidend für das Überleben erwiesen sich die Rettungsmaßnahmen des Hamburger Raths. Dieser stellte H. J. Merck & Co. mit fünf Millionen Mark Banco die Hälfte einer von Wien geliehenen Silberanleihe zur Verfügung. Das Eigenkapital sank in der Krise von 5,1 Mio. Mark Banko auf 3,7 Mio. Mark Banko. Die Niederlassung von H. J. Merck & Co. in Manchester wurde während der Krise liquidiert. Um 1860 waren in der Gewinnrechnung der Gewinn aus Bankgeschäft und der aus Handelsgeschäft etwa gleich hoch.
1860 trat Oscar Ruperti (1836–1924) in das Unternehmen ein und wurde nach dem Tod seines Vaters Justus Ruperti († 1861) und Ernst Mercks († 1863) Chef des Hauses.
Nach 1865 wurde das Baumwollgeschäft langsam aufgegeben und stattdessen vor allem der Guanohandel ausgebaut. Sukzessive wurden dafür Investitionen in Produktionsbetriebe in Chile und Spanien getätigt und auch eigene Verarbeitungsbetriebe aufgebaut. Als Höhepunkt dieser Entwicklung gliederte Oscar Ruperti aus dem Unternehmen H. J. Merck & Co. um die Jahrhundertwende das Guano-Geschäft aus und gründete zu Beginn des Jahres 1900 die Merckschen Guano & Phosphatwerke A.G. mit Sitz in Harburg an der Elbe.
H. J. Merck & Co. betrieben weiterhin Warenhandel und Bankgeschäfte, wenn auch nicht mehr in so spektakulärem Umfang wie früher. Im Jahre 1885 war H. J. Merck & Co. an der Ausgabe der Aktien der Hamburger Freihafen-Lagerhaus-Gesellschaft beteiligt. Es wurden folgende Teilhaber erwähnt: Carl Heinrich Johann von Merck (1843–1920); Theodor Merck; Oscar Rupperti und Alexander Borgnis (1827–1914).

## Teilhaber
In späteren Jahren treten weitere männliche Nachkommen als Teilhaber in das Unternehmen ein, so der Sohn von Ernst Merck, Carl Heinrich Freiherr von Merck.
Ernest William Merck (* 5. Juni 1854 in Manchester † 9. Oktober 1939 in Hamburg), Sohn von Theodor Merck, trat zum Ende des Jahres 1880 mit 26 Jahren ins Unternehmen H. J. Merck & Co. ein. Er wurde umfassend auf seine Tätigkeit vorbereitet. Zuerst hatte er eine dreijährige kaufmännische Lehre in dem Unternehmen Rimpau & Co. in Hamburg absolviert. Nach einem Jahr als Einjährig-Freiwilliger beim 2. Westfälisches Husaren-Regiment Nr. 11 in Düsseldorf arbeitet Ernest William Merck von 1876 bis 1879 in London in unterschiedlichen Unternehmen in den Bereichen Bankgeschäft, Kaffee- und Zuckerhandel. Anschließend war er jeweils sechs Monate in Nordamerika und Bordeaux tätig. 1883 erlangte er Prokura und wurde 1890 Teilhaber bei H. J. Merck & Co. Bis mindestens 1929 war er Teilhaber und gehörte zudem den Aufsichtsräten der Guanowerke A.G. und der Norddeutschen Bank A.G. an.
Erwin Johannes Merck (* 2. August 1900; † 1947), Sohn von Ernest William Merck (* 5. Juni 1854), wurde nach dem Ersten Weltkrieg Teilhaber.

## Spätere Jahre
Nach dem Ersten Weltkrieg wurde vor allem das Warengeschäft betrieben, das Bankgeschäft spielte seitdem eine untergeordnete Rolle. Im November 1932 gehörte Erwin Merck zu den Unterzeichnern der Industrielleneingabe, die Reichspräsident Paul von Hindenburg aufforderte, Adolf Hitler zum Reichskanzler zu ernennen. Später wurde das Bankgeschäft insbesondere im Wertpapiergeschäft wieder intensiviert und das Unternehmen kam in den Einflussbereich der Bank Mees & Hope N.V., das mit fast 100 % an H. J. Merck & Co. beteiligt war. Mees & Hope N.V., ein alteingesessenes niederländisches Bankhaus, war 1975 von der Algemene Bank Nederland gekauft worden. Die beiden persönlich haftenden Gesellschafter Werner Töben und Eberhard Plassmann führten das Bankgeschäft bis zum 1. Januar 1984 in Raum- und Personalunion mit der Hamburger Niederlassung von Mees & Hope. Die Bilanzsumme betrug zum Schluss nur ca. 12 Millionen Mark, da das Geschäft sukzessive von Mees & Hope übernommen wurde.

## Sonstiges

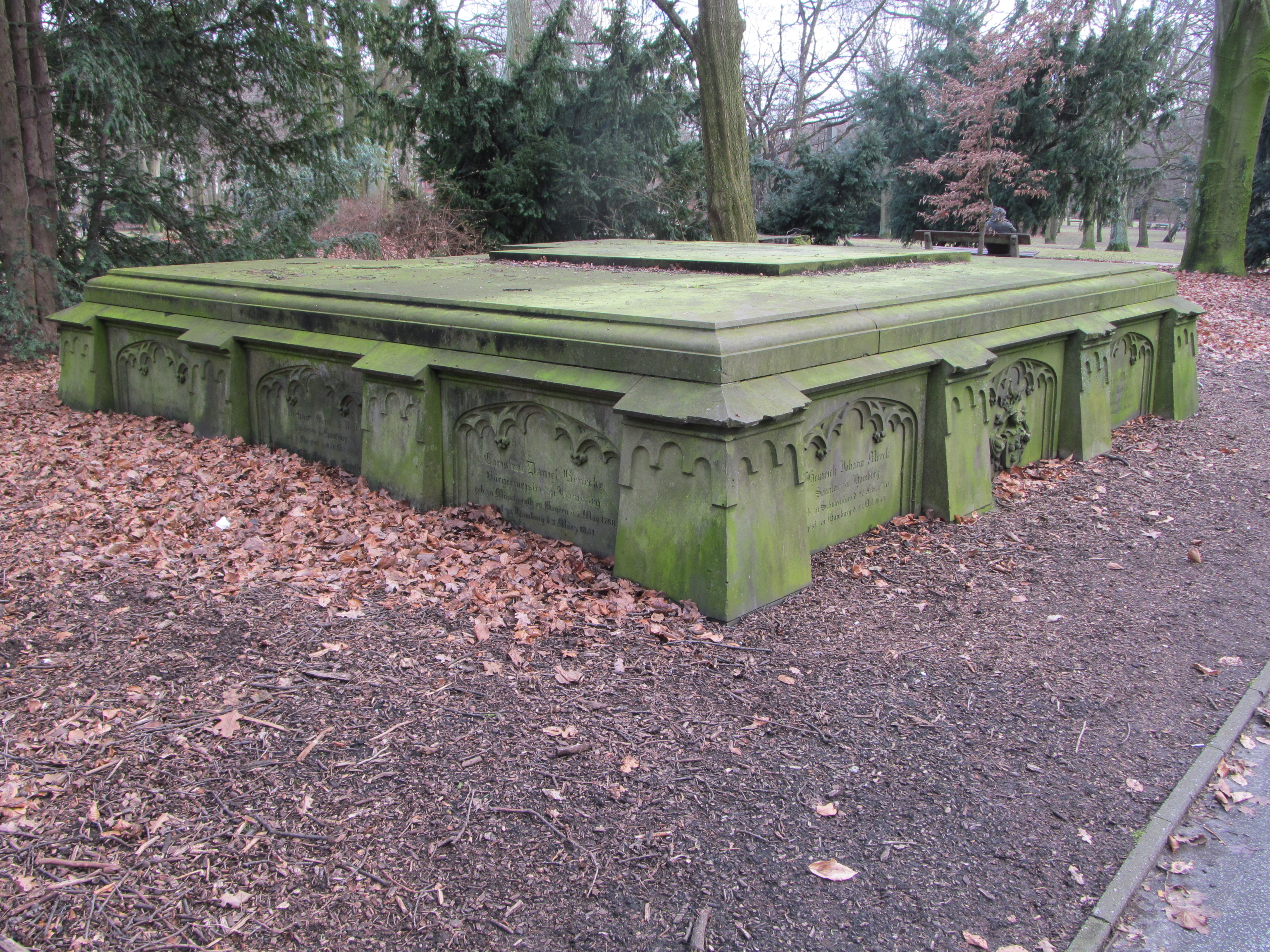
Familiengrab Merck im Jacobipark Hamburg-Eilbek

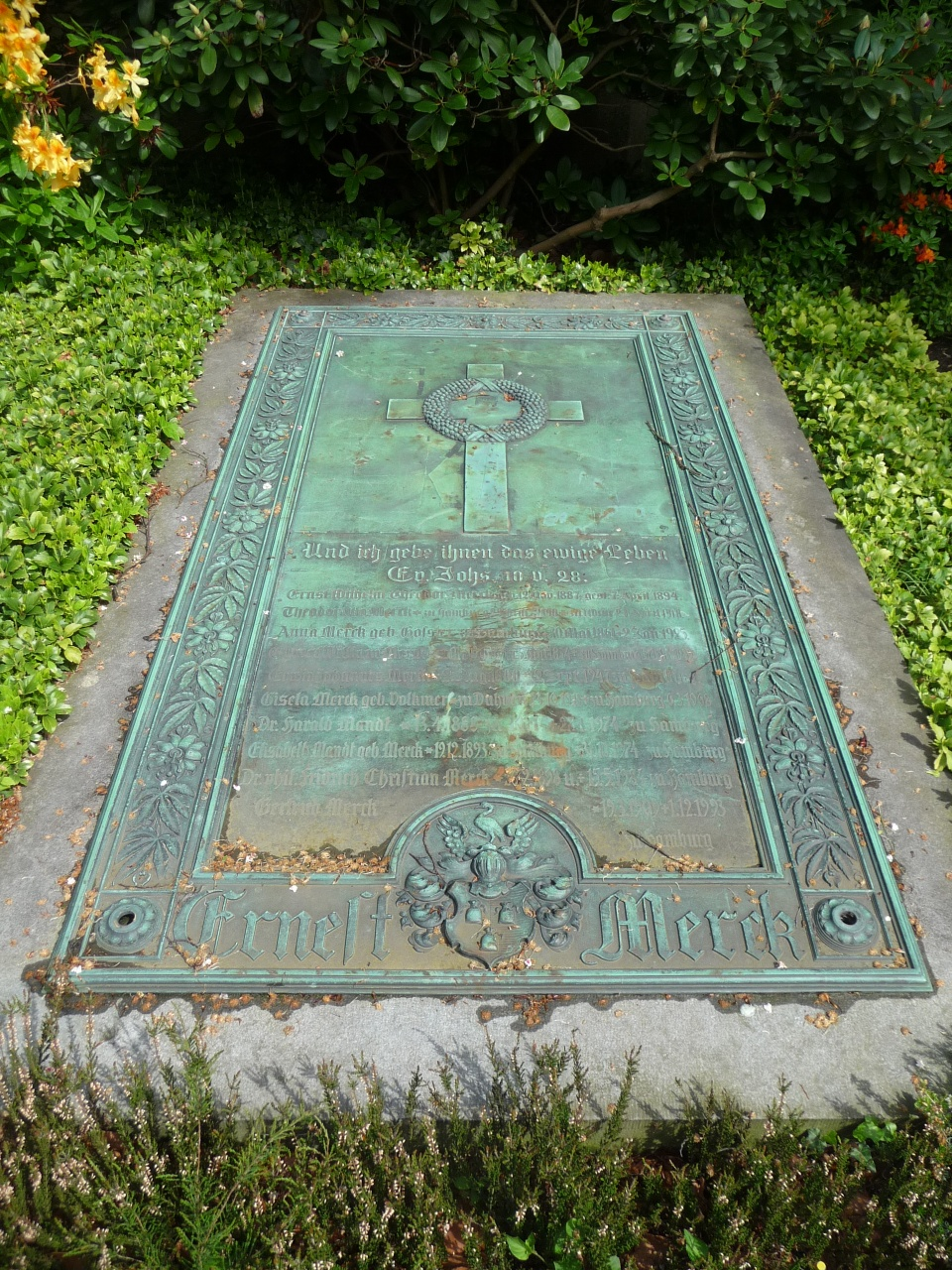
Familiengrab von Ernest Merck

- Das heute bestehende Unternehmen gleichen Namens ist eine Neugründung und eine Vertretung für elektrische Maschinen und Pumpen.
- Die Familiengruft der Familie Heinrich Johann Merck befindet sich auf dem Gelände des heutigen Jacobiparks, dem ehemaligen Friedhof der Hauptkirche St. Jacobi. Bestattet sind hier u. a. Heinrich Johann Merck (1770–1853), Heinrich Johann Merck jr. (1804–1835), Ernst (Freiherr von) Merck (1811–1863) und Theodor Merck (1816–1889).  Genau gegenüber befindet sich das Grab von Justus Carl Wilhelm Ruperti (1791–1861). Beide Grabstätten gehören zu den wenigen verbliebenen auf dem heutigen Parkgelände.[3]
- Der spätere Teilhaber Ernest William Merck und dessen Sohn Erwin Johannes Merck sind auf dem Alten Niendorfer Friedhof bestattet. Das Grab befindet sich in unmittelbarer Nähe des Mausoleums Heymann und ist mit einer bronzenen Grabplatte bedeckt.